# Тайная история Твин-Пикс
«Тайная история Твин-Пикс» (англ. The Secret History of Twin Peaks) — художественное произведение в жанре эпистолярный роман американского писателя Марка Фроста. Произведение представляет собой досье со справочной информацией об истории вымышленного города Твин Пикс в штате Вашингтон и его жителях, дополняя вселенную, начатую драматическим телесериалом «Твин Пикс». Книга была опубликована в октябре 2016 года, незадолго до дебюта третьего сезона сериала в мае 2017 года. После выхода третьего сезона в свет вышла вторая книга Фроста в подобном жанре, «Твин-Пикс: Последнее досье».

## Сюжет
Книга представляет собой досье документов, писем, вырезок и заметок, составленное неназванным человеком, которого называют Архивариусом. Досье было обнаружено в стальном сейфе в неизвестном месте преступления и передано заместителем директора ФБР Гордоном Коулом аналитику ФБР с инициалами «ТП» для проверки и расследования.
Документы упорядочены примерно в хронологическом порядке, начиная с исследования этого района экспедицией Льюиса и Кларка, переписки с президентом Томасом Джефферсоном и загадочной смерти Мериуэзера Льюиса в 1809 году. Следующий раздел посвящен бегству народа не-персе из этого района со своим лидером вождём Джозефом.

## Критика
Когда у соавтора сериала Дэвида Линча спросили, что он думает о книге, он ответил, что не читал её и что это его [Фроста] история Твин Пикс.
Деван Когган из Entertainment Weekly написал: «Спустя более 25 лет после того, как Лора Палмер была найдена завернутой в пластик, соавтор «Твин Пикс» Марк Фрост возвращается на северо-запад Тихого океана с новым романом, структурированным как секретное досье. <…> Фрост (наконец-то!) отвечает на оставшиеся без ответа вопросы из финала шоу».
Эрик Диас из Nerdist прокомментировал книгу так: «Если вы любите „Твин Пикс“, я ни в коем случае не могу рекомендовать вам эту книгу, хотя она действительно создана для заядлых фанатов. И если вы искали ответы на загадки, заложенные в сериале, то, за исключением нескольких (Одри жива!), вы, вероятно, будете разочарованы».